# Интернет в Абхазии
Доступ к глобальной сети Интернет в Абхазии появился лишь в 2001 году. Подобная задержка была обусловлена непризнанным статусом республики и напряжёнными отношениями с руководством Грузии, которое считает Абхазию частью Грузии. Однако и после согласия грузинской стороны предоставить доступ к Интернету возможности для развития предоставления подобных услуг населению в республике были сильно ограничены значительной изношенностью инфраструктуры и неразвитостью телекоммуникационного рынка. Существенное улучшение ситуации произошло лишь после признания независимости Абхазии со стороны России за счёт предоставления российских каналов связи абхазским операторам и финансирования модернизации телекоммуникационной инфраструктуры. Параллельно с этим, сотовые операторы республики постепенно осуществили переход от связи второго поколения к третьему, а с 2010 года началось тестирование и четвёртого поколения связи.
Напряжённость в отношениях с Грузией наложила свой отпечаток не только на деятельность иностранных коммерческих фирм на территории Абхазии, но и на развитие информационных веб-ресурсов об Абхазии. Ещё в 1990-е годы появились грузинские пропагандистские веб-ресурсы на абхазскую тематику, а с появлением доступа к Интернету в самой Абхазии — и абхазские. Кроме того, значительное внимание было уделено культурному и туристическому аспектам жизни республики. Подавляющая часть абхазских веб-ресурсов содержит информацию на русском языке, но с 2010 года стало уделяться значительно большее внимание публикациям на абхазском и других языках.

## Общая характеристика
В отчёте, подготовленном НП «Ассоциация экспортеров и импортеров Кубани», указывалось, что в 2011 году доступ к сети Интернет на территории Абхазии осуществлялся преимущественно следующими способами:
1. Беспроводной доступ от сотовых операторов «Аквафон» и «А-Мобайл» при использовании как телефонов, поддерживающих набор технологий GPRS/EDGE/3G, так и с помощью беспроводных модемов, подключаемых к компьютеру;
2. Доступ из различных интернет-кафе, расположенных в крупных населённых пунктах;
3. При помощи абхазских интернет-провайдеров.

Поскольку каких-либо статистических данных, характеризующих развитие интернет-рынка (равно как и телекоммуникационной отрасли в целом) или количество интернет-пользователей в Абхазии, нет, то оценки в различных источниках даются весьма приблизительные. Так, BBC News ссылаясь на «местных наблюдателей» описывает рынок интернет-услуг в Абхазии по состоянию на 2012 год как «растущий» и приводит оценку количества интернет-пользователей в 25 % от всего населения республики. Схожие оценки даёт и Freedom House.

## История

### Предпосылки
В советский период около 95 % телефонных каналов из Грузии, Армении и Азербайджана проходили по территории Абхазии. В самой же Абхазии города были связаны друг с другом симметричными кабелями связи, уплотнёнными на 60 каналов, кроме того, некоторые города были соединены радиорелейной связью, где количество каналов варьировалось от 6 до 24. На севере связь с Россией осуществлялась посредством шестидесятиканальной системы связи, проходившей весьма извилистым путём: Гудаута -> Сочи -> Ростов-на-Дону -> Северный Кавказ -> Тбилиси, откуда уже трафик направлялся к Москве. В период военных действий в 1992—1993 годах в основном пострадала линейная связь в сельской местности, тогда как почти все городские АТС остались целы. Кабельные магистральные коммуникации также в основном оставались целыми, за исключением района города Очамчира, где боевые действия оказались наиболее разрушительными. В последующие годы собирателями цветных металлов был налажен вывоз оборудования и кабелей из сельской местности, что также нанесло урон телефонной сети республики.
Но эти повреждения коммуникаций не являлись главной проблемой. Абхазия, столкнувшаяся с целым рядом экономических проблем, затормозивших экономическое развитие республики, в 1990-е годы всё ещё эксплуатировала давно устаревшие аналоговые телефонные станции, такие как, например, декадно-шаговые. Да и абонентская разводка, проложенная парными кабелями, также далеко не всегда соответствовала техническим нормам. Дополнительно ситуацию отягощало наличие экономических санкций, по просьбе Грузии введённых СНГ против Абхазии (в том числе и ограничения в средствах связи). В частности, с апреля 1996 года министерством связи Российской Федерации была ограничена международная телефонная связь Абхазии. Это означало, что из 151 входящих и 182 исходящих телефонных каналов, действовавших до апреля 1996 года, были оставлены лишь 16 исходящих и 24 входящих. 15 февраля 1997 года в Тбилиси между министерством связи РФ и Грузии было подписано соглашение, по которому предусматривалось изменение схемы связи Абхазии с внешним миром и переключение каналов на Грузию.
В этот период, Абхазия, в советское время бывшая одним из главных курортов страны, столкнулась со спросом на качественную связь со стороны туристов, количество которых с середины 90-х вновь начало расти. В 1990-е годы было предпринято несколько безуспешных попыток модернизировать связь, в том числе и со стороны немецкой фирмы Siemens. Однако, для проведения модернизации требовались весьма значительные финансовые вложения, рисковать которыми в условиях нестабильности никто не решался. Тем не менее, к концу 90-х в крупнейших городах Абхазии частными компаниями была установлена транкинговая система связи на основе оборудования японской компании Alinco. Даже имелось оборудование спутниковой связи, но, с одной стороны, денег на его эксплуатацию не хватало, а с другой, оно могло обеспечивать лишь одностороннюю связь, и при этом существовали различные юридические сложности с его использованием.

### Появление доступа
Поскольку легальный доступ к сети Интернет (равно как и прочие виды связи) должен был осуществляться только через Грузию, то развитием соответствующего рынка услуг занимались исключительно частные фирмы, без какой-либо помощи де-факто руководства республики. Однако, соответствующие переговоры проходили довольно тяжело, поскольку представители абхазских компаний опасались, что получение доступа к Интернету через Грузию могло быть расценено абхазским обществом как попытка сближения с ней, а грузинская сторона, в свою очередь, не хотела, чтобы этот шаг был расценен населением Грузии как обход международной изоляции Абхазии. В результате длительного процесса переговоров соглашение всё же было достигнуто, и в 2001 году в Сухуме было открыто первое интернет-кафе. А в декабре того же года в Сухуме начал свою работу первый частный интернет-провайдер A-Telecom. Первыми его клиентами стали, в основном, структуры фактического руководства республики. Всего на тот момент насчитывалось около 40 абонентов.

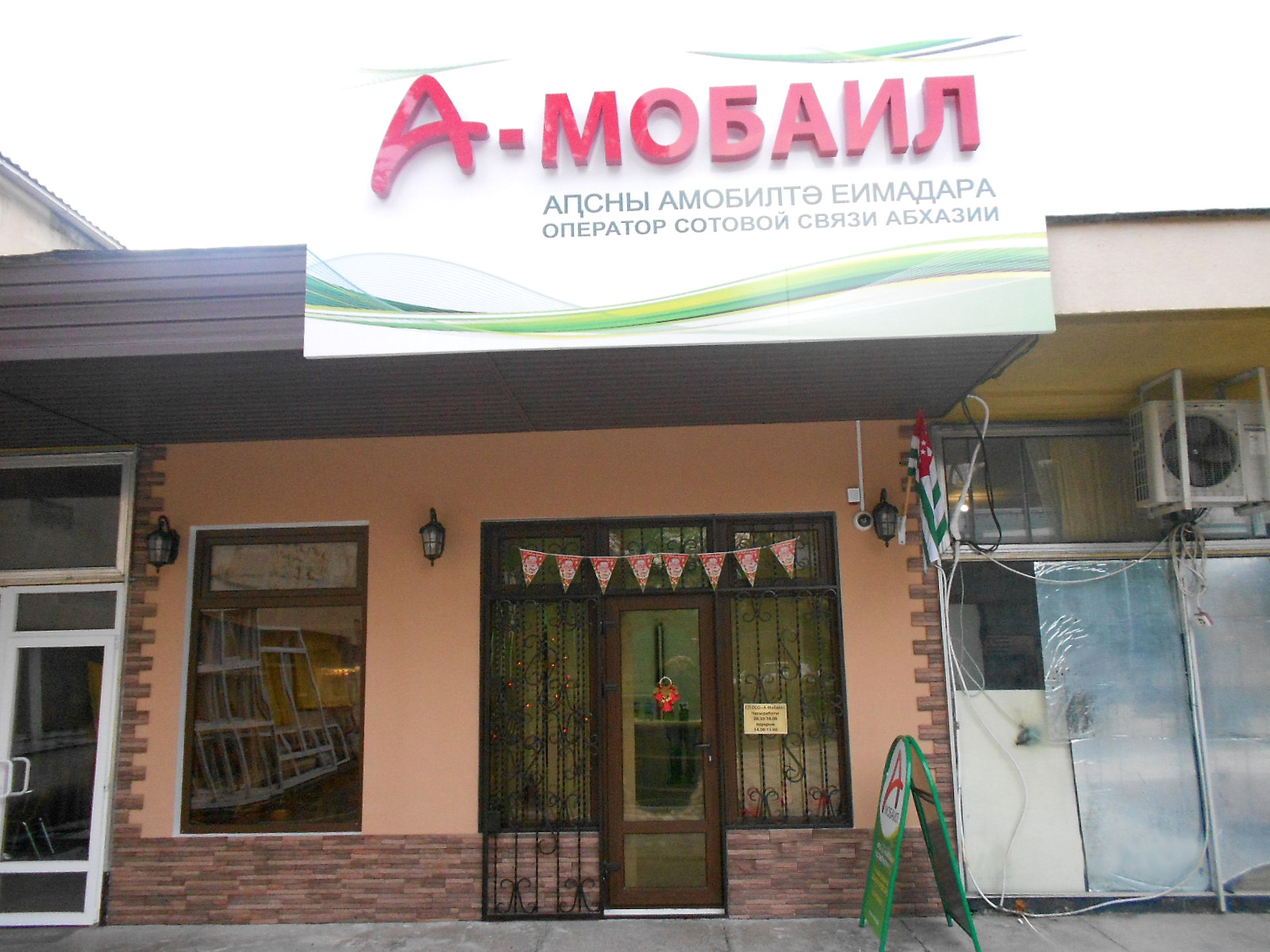
Офис «А-Мобайл» в Пицунде

Однако изношенность телефонных сетей по-прежнему являлась проблемой. В конце 2003 года генеральный директор компании «Абхазсвязь» Эдуард Пилия отмечал, что для преодоления сложившейся ситуации необходимо было изменение подхода к формированию тарифов на услуги связи (тарифы, сформированные ещё в 1994 году, рассчитывались из принципа «сохранения» оставшегося после войны оборудования). По его словам, де-факто руководство Абхазии не вкладывало денег в развитие связи, а получаемых «Абхазсвязью» от абонентов денег для проведения подобных работ не хватало. Тем не менее, при небольшой финансовой поддержке ООН проводились обновления отдельных фрагментов кабельных систем. Небольшое обновление телефонной сети выполнили и сотовые компании, появившиеся на рынке услуг связи Абхазии. В частности, они частично обновили оборудование Сухумской телефонной станции и вложили средства в поддержание телекоммуникационной инфраструктуры, так как абоненты сотовых компаний должны были иметь
возможность дозваниваться на номера стационарных телефонов.
В июле 2003 года была запущена сеть первого в республике сотового оператора «Аквафон». До его появления сотовая связь была доступна лишь на приграничных территориях за счёт доступности сигналов российских сотовых операторов «Вымпелком», МТС и «Мобиком-Кавказ». Основной аудиторией стали российские туристы, посещавшие республику, и которые пользовались сетью «АкваФона» как роумингового партнера российских операторов. Грузинская сторона заявляла об аффилированности «АкваФона» с российским оператором «МегаФон», и по информации российского журнала «Стандарт», даже подавала жалобу в Международную ассоциацию GSM с требованием прекратить деятельность непризнанного оператора. Однако Союз решать проблему отказался.
В конце 2006 года началась подготовка к созданию второго сотового оператора — «А-Мобайл». Решение о его создании было принято де-факто руководством республики ещё в 2005 году, целью его создания было создание конкуренции на абхазского телекоммуникационном рынке. По оценкам Бориса Барцица, генерального директора компании, на тот момент сотовой связью было охвачено около 60 % территории республики.

### После частичного признания
Согласно докладу, опубликованному в феврале 2010 года международной организацией International Crisis Group, после признания независимости Абхазии со стороны России доступ в Интернет «рос и улучшался». При этом местные абхазские провайдеры зачастую использовали линии российских Интернет-провайдеров, через которые получали доступ к глобальной Сети. Рынок интернет-услуг перестал быть прерогативой исключительно коммерческих интернет-провайдеров, свои услуги по предоставлению доступа в глобальную сеть начали предлагать и телефонные компании, как например, Объединённая городская междугородная телеграфно-телефонная станция (ОГМТТС) (одна из структур ГК «Абхазсвязь»), с 2013 года решившая ввести в перечень своих услуг принцип «два в одном» — выход в Интернет через домашний телефон (хотя ГК «Абхазсвязь» и до этого пыталась предоставлять услуги доступа к сети Интернет).
По состоянию на 2011 год, местная фиксированная связь была доступна в большинстве крупных населённых пунктов, однако существовали проблемы с подключением и качеством связи. Так, например, по оценкам журналистов, в 2010 году в Гагре доступ в Интернет, несмотря на высокий спрос на него, был малодоступен и довольно дорог. В качестве альтернативного варианта туристами использовались интернет-кафе, где цены были ниже. Кроме того, несмотря на проводимую планомерную модернизацию телефонной сети, в использовании всё ещё оставались участки, проложенные в середине 20 века, а также трофейные телефонные станции из Германии. Негативную роль также сыграло и развитие сотовой связи, несколько снизив количество абонентов фиксированной связи. По состоянию на конец 2012 года, из-за изношенности телефонных сетей из 24 тысяч номеров фиксированной связи около 25 % из них не работали. Причиной подобных проблем, по словам гендиректора ГК «Абхазсвязь» Лаши Шамба, по-прежнему являлась нехватка денег, поскольку де-факто руководство республики по-прежнему не стремилось вкладывать деньги в компанию. В качестве попытки улучшить ситуацию было принято решение о резком повышении тарифов на международную сотовую связь весной 2012 года (помимо того, что сотовые операторы перечисляли на счёт ГК «Абхазсвязь» по 120 рублей с каждого своего абонента в год). Тем не менее, этих денег хватало лишь на поддержание существования компании, но не на её развитие.
Модернизацией телекоммуникационной инфраструктуры, в основном, занимался оператор фиксированной связи «Абхазская телекоммуникационная компания» (АТК), 25 % которого принадлежало де-факто правительству республики. В конце июля 2012 года АТК завершил строительство ВОЛС от границы Абхазии с Россией до Сухума, с ответвлениями в поселке Цандрыпш и городе Гагра (этому предшествовала организация в 2009 году компанией «Кавказ-Транстелеком» SDH-канала уровня STM-16 (2,5 Гбит/с) на российской территории неподалёку от границы с Абхазией). Заявленная пропускная способность новой сети составила 1 Гбит/с. Также был начат и процесс постепенного перевода телефонных сетей с медного кабеля на оптоволокно.
С октября 2008 года «Аквафон» первым в республике начал предоставлять услуги связи третьего поколения (3G) по технологии HSDPA. Но на тот момент поддержка 3G осуществлялась только в тех районах Абхазии, где оператор обслуживал свыше 80 % абонентов населения, таким образом зона покрытия 3G-сетей составляла около 60 % зоны покрытия 2G-сети компании. В этот же период шла подготовка к внедрению поддержки 3G-сетей и со стороны второго оператора республики — «А-Мобайл», поэтапный ввод которой пришёлся лишь на 2010 год. При этом степень покрытия сотовой связью территории Абхазии на 2008 год по разным оценкам колебалась от 25 % до 65-70 %.

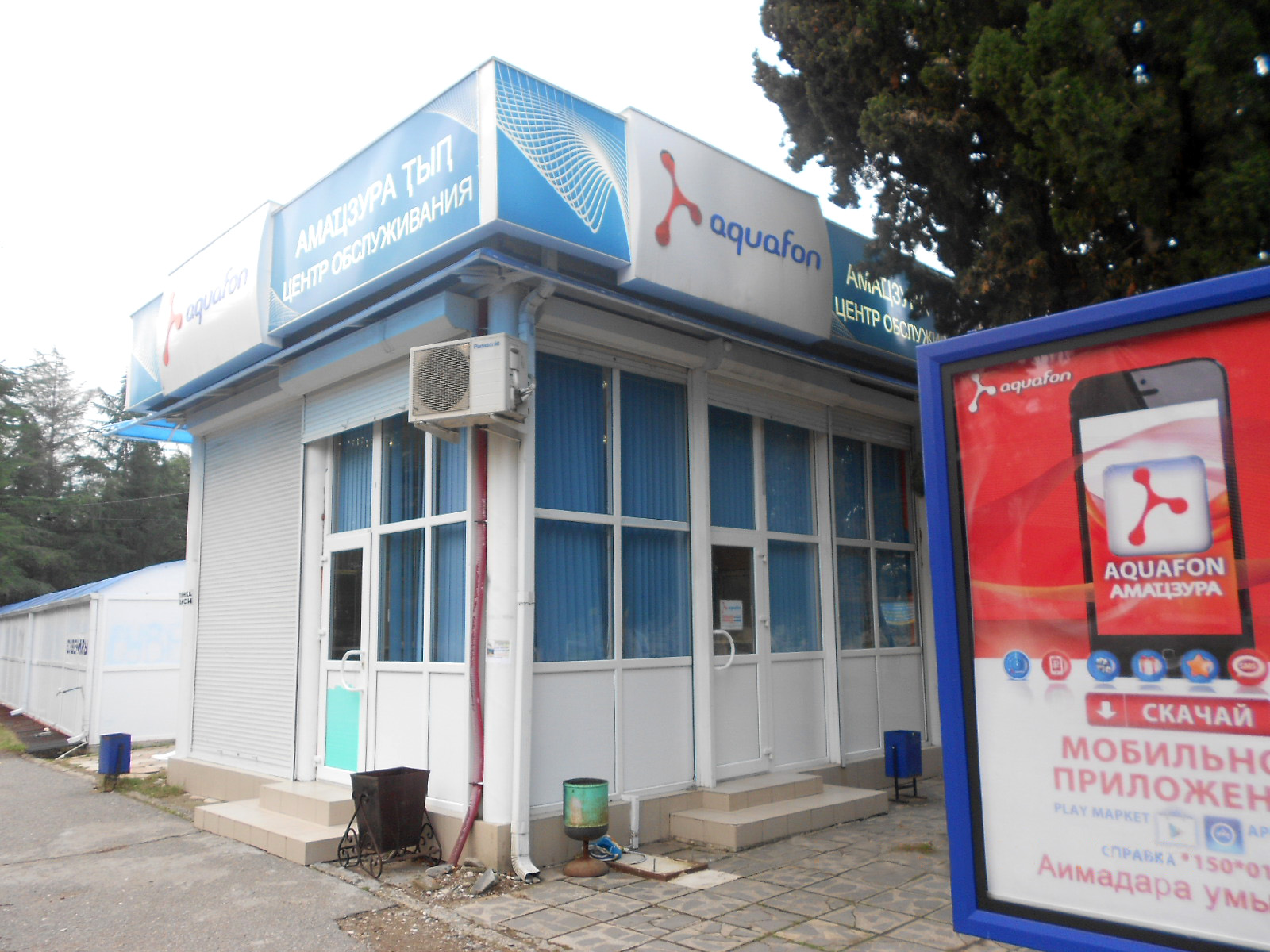
Один из центров обслуживания «Аквафон» в Пицунде

К 2011 году мобильная связь стала доступна на всей территории Абхазии, при этом постепенно вытесняя традиционную связь путём снижения стоимости услуг и предоставления многочисленных дополнительных услуг, в том числе беспроводного доступа к сети Интернет. К этому времени зона покрытия сетей «Аквафон» была увеличена до 90 % заселённой территории Республики Абхазия, а поддержка 3G осуществлялась на территории основных туристических зон (Гагра, Пицунда, Сухум, Очамчира и т. д.), также предоставлялась услуга высокоскоростного доступа к сети Интернет. К концу 2010 года, благодаря построенным 3G-станциям оператора в сёлах, процент покрытия сети 3G по отношению к сети 2G составил 82 % и, по данным самой компании, позволил выйти на скорость до 7,2 Мбит/c на каждого абонента. В этот же период сеть оператора «А-Мобайл» также охватывала уже все населённые пункты республики, покрывая около 95 % территории проживания населения и курортных зон. По оценкам Бориса Барцица, генерального директора компании, к концу 2010 года для 80 % населения был доступен мобильный Интернет. Журналисты и местные жители отмечали, что качество связи по состоянию на тот период у обеих компаний было удовлетворительное, но у «Аквафона» были довольно высокие цены на интернет-трафик, а у «А-Мобайла» — невысокая скорость передачи данных.
По информации представителя «Аквафона» Адамыра Габуния, оператор в 2012 году предоставлял услуги 3G уже во всех крупных населенных пунктах Абхазии, а общая база абонентов составляла более 100 тыс. человек (в туристический сезон доходила и до 150 тыс.).

### Появление 4G
В октябре 2010 года впервые на территории республики состоялась презентация технологии связи 4-го поколения (LTE), после чего «Аквафон» приступил к полноценному тестированию соответствующей инфраструктуры. Однако, несмотря на неоднократно появлявшиеся в СМИ сообщения о якобы планируемом на 2010—2011 гг. различными операторами запуске на территории Абхазии сетей стандартов LTE и WiMAX, по состоянию на март 2013 года ни одна из них запущена не была (в этот период состоялся запуск сети LTE на территории другой частично признанной грузинской республики — Южной Осетии, что стало первым запуском сети четвёртого поколения на территории Кавказа вообще). «Аквафон» же лицензию на эксплуатацию соответствующих базовых станций (на территории Сухума) получил лишь в июле 2013 года.
В ноябре 2013 года руководитель Управления информации при Президенте РА Кристиан Бжания отмечал, что дорогостоящий доступ к Интернету являлся проблемой для Абхазии, так как это не позволяло жителям республики пользоваться им свободно. Однако, несмотря на это обстоятельство, мобильные операторы сообщали об активном росте потребления их абонентами услуги доступа к Интернету. В частности, представитель «А-Мобайла» заявляла о том, что рост потребления услуги превышал ожидания компании. Так, например, в четвёртом квартале 2013 года он составил 60 %. Кроме того, «А-Мобайл» заявлял о том, что к началу 2014 года услуга доступа к Интернету стала самой востребованной из всего перечня их услуг. Для решения проблемы постоянного повышения трафика компания постепенно обновляла оборудование, и к началу 2014 года велось тестирование оборудования для 4G-связи и установка соответствующих антенн на территории республики (компания заявляла в январе 2014 года о 50 % покрытии территории Абхазии сигналом LTE). Параллельно с этим шло согласование частот и проверка биллинга. По словам представителя компании запуск услуги тормозило недостаточное количество у жителей Абхазии абонентских устройств, поддерживающих данный стандарт. Запуск сети 4G/LTE в коммерческую эксплуатацию состоялся через полгода, 4 июня 2014 года, став первым предложением подобного сервиса на территории Абхазии (по утверждению самого «А-Мобайла»). На момент запуска услуга была доступна лишь в Сухуме и Гагре.

## Веб-ресурсы
В 1990-е годы сайтов, посвящённых Абхазии, было крайне мало, и практически все из них были созданы абхазами (либо лицами, им сочувствующими), проживающими на территории РФ. В 2000 году на бесплатном хостинге Narod.ru стали появляться примитивные сайты, связанные с тематикой Абхазии, и в первую очередь сайты различных тур-фирм. В том же 2000 году в российском, украинском и греческом сегментах Интернета появились русскоязычные сайты, посвящённые новостям, культуре и искусству Абхазии, такие как «Кофе и газеты», «Добро пожаловать в Абхазию», «Греки в Сухуме» и другие. Существовало также два англоязычных сайта, посвящённых Абхазии (одним из которых являлся www.abkhazia.org). В марте 2000 года появился первый проабхазский сайт Михаила Стёпина «Абхазия — страна души», нацеленный на «прорыв информационной блокады Абхазии в Интернете» и пропаганду «позиций руководства Абхазии» того времени (данный сайт был создан частными лицами, а официальных сайтов фактического руководства республики на тот момент не существовало). Сайт вызвал значительный интерес к себе: количество посещений доходило до 60 тысяч в 2000 году, и около 140 тысяч — за 5 неполных месяцев 2001 года. Но в Сети была представлена не только абхазская точка зрения, но и грузинская, представленная сайтами преимущественно в грузинском и российском сегментах Интернета. Их авторами являлись грузины, проживавшие на территории соответствующих стран. Большинство этих сайтов также было на русском языке, например, «За возвращение в Абхазию» или «Сепаратизм». Абхазские журналисты отмечали, что информация об Абхазии на этих сайтах подавалась преимущественно с негативной точки зрения.
В марте 2002 года начал работать первый официальный сайт де-факто властей республики. Его появление спровоцировало, с одной стороны, хакерские атаки на него, а с другой стороны, грузины начали создавать собственные веб-ресурсы структур легитимных властей республики под названиями наподобие «Официальный сайт Абхазии», «Официальный сайт Парламента Абхазии» и т. д., на которых была представлена прогрузинская точка зрения, и которую часто перепечатывали и российские СМИ. В этот же период был запущен официальный сайт ГИА «Апсныпресс», который также не раз подвергался атакам. В 2005 году были запущены сайты Президента РА, МИД РА, Центрального банка Абхазии и другие.
По оценкам абхазских журналистов и аналитиков, информация об Абхазии, представленная в период после признания независимости республики Россией, в основном, на грузинских и западных интернет-ресурсах (таких как, например, Википедия), по-прежнему являлась, в целом, негативной. В связи с этим подчёркивалась необходимость создания собственных (проабхазских) информационных ресурсов, в том числе и на различных иностранных языках, в первую очередь английском и турецком. После 2009 года под руководством МИД де-факто руководства республики началось активное создание и развитие проабхазских веб-ресурсов. В частности, был создан портал фактического правительства Абхазии, значительно обновлён сайт МИД РА, запущены сайты различных представительств Абхазии: в Приднестровье, в Венесуэле и др. В июне 2013 года замминистра иностранных дел РА Ираклий Хинтба отмечал, что «посещаемость созданных МИД Абхазии проабхазских веб-ресурсов выросла многократно». Внимание было уделено и информационной поддержке туризма. В феврале 2010 года при поддержке Государственного комитета по курортам и туризму был запущен сайт www.abkhazia.travel. В ходе последующего создания контента для сайта также велась работа и по созданию навигационной карты Абхазии формата GPS, после чего соответствующие материалы были переданы компании ЗАО «Навиком» (официальному представителю американской компании Garmin в России) для их использования в производстве навигаторов и программного обеспечения к ним.
Однако распространение и удешевление доступа к сети Интернет весьма положительно сказалось и на качественном и количественном развитии абхазских культурных и общественных порталов. В том числе были запущены интернет-проекты Священной митрополии Абхазии и общественной организации «Юристы Абхазии», сайт некоммерческого проекта «Абхазская интернет-библиотека», официальный сайт абхазского телевидения, первая местная социальная сеть и множество других. Собственными веб-сайтами начали обзаводиться даже сёла республики.
Продолжилось распространение информации об Абхазии и в других языковых сегментах Интернета. В частности, МИД фактического правительства республики создал турецкую и арабскую версии страницы ведомства в социальной сети Facebook (а также арабский раздел своего официального сайта). Были запущены англоязычная версия официального сайта Священной Митрополии Абхазии и полностью англоязычный ресурс «Reflections on Abkhazia». Значительное внимание было уделено и абхазскому языку, причём не только со стороны абхазов. Так, со второй половины 2010 года началось активное внедрение абхазского языка в официальные сайты правительства Грузии. Впервые раздел на абхазском языке появился на сайте правительства Грузии (раздел на русском языке на тот момент отсутствовал). В конце февраля 2011 года подобным разделом обзавёлся и сайт грузинского министерства по делам беженцев, также шло внедрение абхазского языка в сайты многих других профильных ведомств. Однако, по замечанию журналистов, если абхазский раздел сайта правительства Грузии активно вёлся, то, в отличие от него, на остальных сайтах наличие соответствующего раздела было лишь декларативным. В конце 2010 года при поддержке Партии экономического развития Абхазии был запущен первый интернет-форум на абхазском языке, а в мае 2011 года был запущен двуязычный (на абхазском и русском) официальный сайт АГТРК для трансляций в режиме онлайн программы Абхазского гостелерадио.

## Правовое регулирование
Международный союз электросвязи осенью 2009 года официально подтвердил, что считает Абхазию частью Грузии. В соответствии с этой точкой зрения, развитие электронных коммуникаций Абхазии (как региона Грузии) должно регулироваться законом Грузии «Об электронных коммуникациях» и Национальной комиссией коммуникаций Грузии (GNCC) (а также косвенно законом «Об оккупированных территориях»), чего фактически не происходит. Однако и со стороны фактического руководства республики долгое время контроль за отраслью связи осуществлялся лишь при помощи различных подзаконных актов, временных инструкций и прейскурантов цен. Контроль за их соблюдением был возложен на Управление информацией и массовыми коммуникациями (УИиМК) при президенте РА (несмотря на то, что распространённой в мире практикой является передача этих полномочий структурам кабинета министров). Подобная ситуация подвергалась критике из-за наличия чрезмерно обременительных для интернет-провайдеров коммерческих процедур. Например, депутат Роберт Яйлян, указывал, что согласно сборнику цен на услуги, утверждённого указом президента Сергея Багапша № УП-288 от 27.10.2009, малые станции РЭС (например, точки доступа Wi-Fi) подлежали платной экспертизе, тогда как в других странах подобной практики нет. В октябре 2012 года депутаты парламента РА вновь вернулись к обсуждению проекта закона «О связи», подготовленного УИиМК и даже принятого в первом чтении в 2006 году, однако, как и в прошлый раз, данный законопроект вызвал множество нареканий.
Ввиду отсутствия единого закона, регулирующего деятельность абхазских интернет-ресурсов, регулирование содержимого веб-сайтов осуществляется рядом законных актов, каждый из которых охватывает лишь какой-то определённый аспект. Например, принятый 10 апреля 2008 года закон «О праве на доступ к информации» призван был регулировать размещение официальной (не относящейся к государственной тайне) информации в сети Интернет. В частности, он обязывал ведомства фактического руководства республики иметь соответствующие службы и веб-сайты для информирования не только журналистов, но и всех граждан. Однако, как отмечали многочисленные критики, информация либо вовсе не публиковалась, либо публиковалась в чрезвычайно малых количествах. Кроме того отмечались и другие проблемы с имплементацией этого закона. А с марта 2011 года путём внесения правок в Уголовный кодекс Республики Абхазия был введён запрет на проведение азартных игр в Интернете.

## Цензура
По мере роста числа пользователей сети Интернет в Абхазии дискуссии на различные темы, в том числе и политические, стали вестись и в Интернете, где постепенно начали создаваться первые абхазские дискуссионные форумы. Однако, если абхазские газеты имели распространение лишь на территории Абхазии, то интернет-дискуссии стали доступны любому пользователю Интернета, в результате чего отмечались случаи, когда различные эксперты, не владея информацией о ситуации в Абхазии в предшествующие годы, совершенно серьёзно воспринимали интернет-критику в адрес абхазского де-факто правительства как подтверждение тяжелого кризиса в республике.
Интернет-полемика на политические темы стала прямым продолжением острой политической борьбы в абхазских СМИ, начавшейся ещё в 1990-е годы. Широкое распространение доступа в Интернет среди абхазских пользователей пришлось на конец 2000-х гг., уже после прихода к власти Сергея Багапша. К этому моменту борьба де-факто руководства республики с критикой уже значительно ослабла, уже стало возможным открыто критиковать президента, премьера или парламент, но при этом отмечалось и значительное влияние самоцензуры у журналистов. Постепенно большинство популярных журналистов присоединилось к той или иной оппозиционной партии. Этому процессу активно способствовало то, что независимые газеты не смогли конкурировать с дискуссионными интернет-ресурсами и постепенно теряли независимость, оказываясь в руках оппозиционеров.
Одним из самых резонансных эпизодов воздействия де-факто властей на журналистов за публикации в Интернете стало уголовное дело в отношении Антона Кривенюка за его критическую статью, опубликованную на одном из российских сайтов. В сентябре 2009 года Кривенюк был приговорён по статье 124 УК РА («Клевета, содержащаяся в публичном выступлении, публично демонстрирующемся произведении или средствах массовой информации») к трём годам лишения свободы условно с испытательным сроком в два года. Однако, как отмечали журналисты, подобный эпизод не был единственным. Так, например, в январе 2011-го был на сутки задержан и водворён в ИВС МВД республики юрист Якуб Лакоба после своей резкой статьи против председателя Счётной палаты РФ Сергея Степашина, размещённой на сайте НПА.
Однако, свобода слова в Интернете вызывала некоторое недовольство не только у фактического руководства республики, но и у оппозиции. Соответственно, с различными инициативами ограничения доступа к информации в Интернете выступали как представители власти, так и оппозиции. В частности, в конце 2012 года с инициативой о законодательном ограничении доступа в Интернет детям (по усмотрению родителей) выступил председатель Сухумского городского Собрания Константин Пилия. А на следующий год, в результате сканадала, вызванного рядом анонимных комментариев на одном из абхазских сайтов в поддержку фактического руководства Абхазии, оппозиционный Координационный совет политических партий и общественных движений Абхазии выпустил официальное заявление, в котором потребовал закрытия одного из абхазских интернет-форумов. Сайт никто закрывать не стал, но само требование закрытия одной из самых популярных абхазских дискуссионных площадок вызвало резкое недовольство оппозицией среди той части либеральной интеллигенции, которая была критически настроена по отношению к тогдашнему де-факто президенту Александру Анквабу и уже не раз поддерживала те или иные оппозиционные инициативы.
Американская правозащитная организация Freedom House оценивала в 2012 году Абхазию как частично свободную республику. До 2009 года интернет-деятельность абхазских пользователей и СМИ отдельно не рассматривалась, но в отчёте Freedom in the World 2010 появилось упоминание об условном сроке Кривенюка. В последующих отчётах указывалось на наличие «некоторых законодательных ограничений», касавшихся как традиционных, так и интернет-СМИ. Однако, наличие каких-либо цензурных ограничений со стороны властей опровергалось журналистами.